# Pedro Pablo Caballero
Pedro Pablo Caballero (Luque, 1831 (aproximadamente) - Piribebuy, 12 de agosto de 1869) foi um militar paraguaio durante a Guerra do Paraguai, conhecido por ser o comandante encarregado da defesa de Piribebuy durante a Campanha das Cordilheiras.

## Primeiros anos
Estima-se que nasceu na cidade de Luque, aproximadamente em 1831 e que ali passou seus primeiros anos de vida. Casou-se com María Isabel Martínez, uma mulher natural de San Juan Bautista de Ñeembucú, com quem teve vários filhos.

## Guerra do Paraguai
Uma vez iniciada a guerra desde 1864, participou em várias batalhas na frente sul. Nesses anos foi condecorado como cavaleiro com a Ordem Nacional do Mérito e em 3 de novembro de 1867, após a batalha de Tuiuti com a medalha de prata de Tuiuti, posteriormente em 31 de julho de 1868 foi promovido a Sargento-mor (equivalente atual a major).
No entanto, foi apenas em 1869 que se tornou conhecido por ser o principal encarregado da defesa da cidade de Piribebuy, tarefa que lhe foi confiada pelo marechal Francisco Solano López, que o nomeou comandante da praça de Piribebuy, motivo pelo qual Caballero é lembrado popularmente com o nome de "comandante", ou seja, tinha o posto de tenente-coronel.

### Preparativos para a defesa
Caballero sabia que sua missão era praticamente impossível e que a posição em Piribebuy era desfavorável, já que estava numa zona baixa rodeada de colinas mais altas, mas ainda assim aceitou as ordens de seus superiores e se preparou para a batalha junto com seu segundo no comando, o major Hilario Amarilla, que se encarregou de dirigir a artilharia.
Os preparativos para a batalha começaram em 7 de agosto de 1869. Caballero contava com 1 600 pessoas sob seu comando, das quais a maioria eram idosos, mulheres e crianças. Foram cavadas trincheiras e posicionadas as poucas peças de artilharia que se tinha. Quando os paraguaios souberam que os aliados tomaram o povoado vizinho de Valenzuela, o comandante Caballero ordenou que todas as mulheres e crianças abandonassem a cidade, mas eles rejeitaram a proposta e preferiram ficar com seus familiares e lutar, pelo que lhes foram atribuídos postos e se formaram batalhões compostos por mulheres e crianças.

### Batalha de Piribebuy

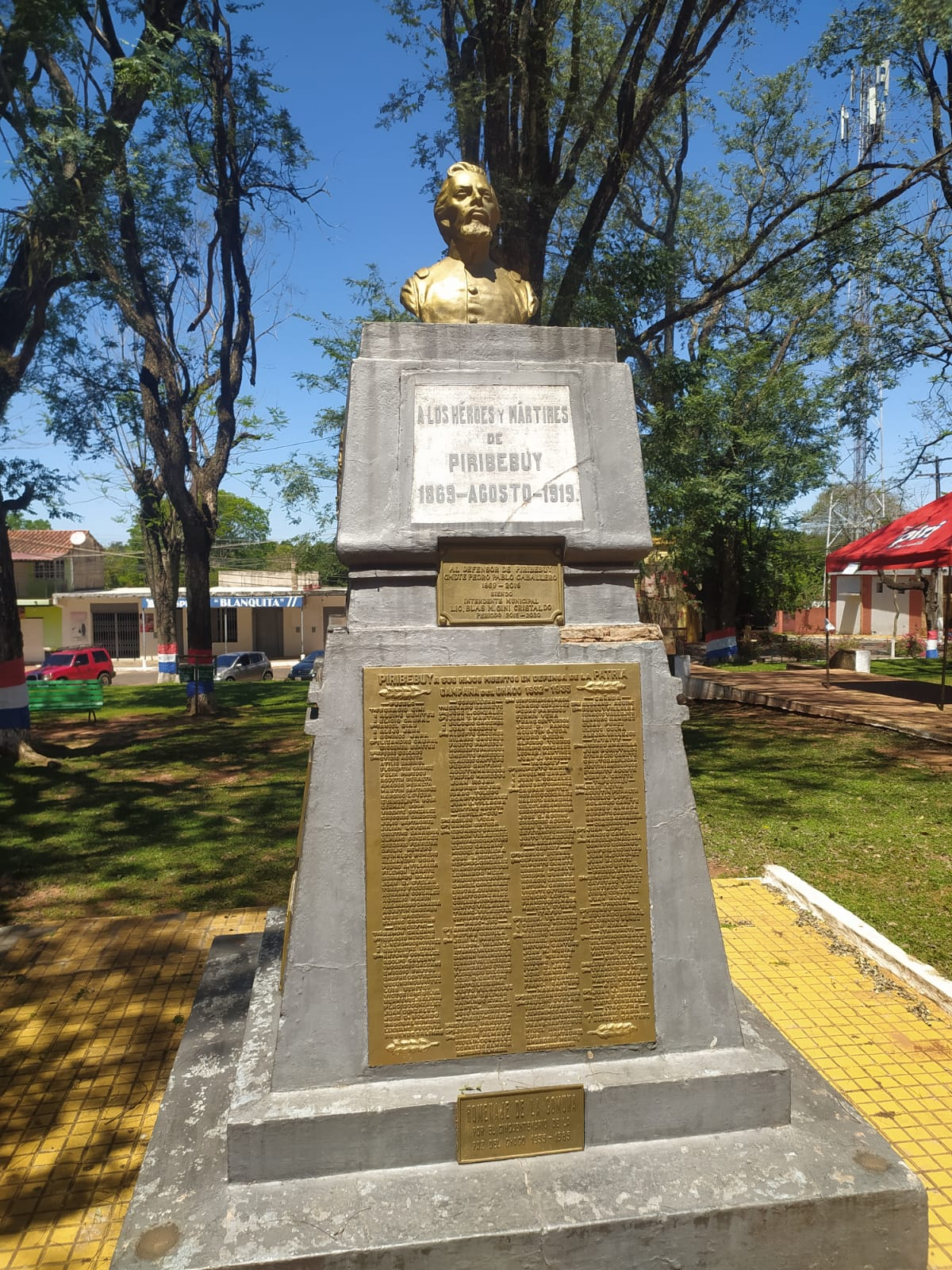
Monumento a Pedro Pablo Caballero en Piribebuy

Em 12 de agosto de 1869, cerca de 20 000 aliados chegaram a Piribebuy e a cercaram completamente. Depois disso, enviaram um emissário para exigir a rendição a Caballero, mas ele respondeu: «Estou aqui para lutar e morrer se for necessário, mas não para me render». 
Nesse mesmo dia, a batalha começou com um forte bombardeio aliado sobre toda a cidade, onde pereceram metade dos defensores. Depois os aliados assaltaram a cidade de todas as direções. Os paraguaios se resistiram ferozmente com tudo que tinham à mão e conseguiram rechaçá-los em duas ocasiões, mas devido à sua superioridade numérica os aliados terminaram se impondo. 
Durante a batalha, um jovem soldado paraguaio chamado Gervasio León feriu gravemente com um tiro a João Mena Barreto, um dos comandantes brasileiros que terminou morrendo horas depois, coisa que enfureceu muito o Conde D'Eu, o comandante das forças brasileiras.

### Morte
Uma vez finalizada a batalha, Caballero foi feito prisioneiro, e como castigo pela morte do comandante Mena Barreto, foi torturado e açoitado para que se rendesse e suplicasse por sua vida, mas ele não pronunciou nenhuma palavra. A única coisa que disse foi «¡Viva o Paraguai!» pelo que o Conde D'Eu o mandou executar publicamente diante de sua esposa e dos demais prisioneiros paraguaios. Alguns relatos afirmam que amarraram cada uma de suas extremidades a 4 peças de artilharia e depois de ser açoitado numerosas vezes foi decapitado.

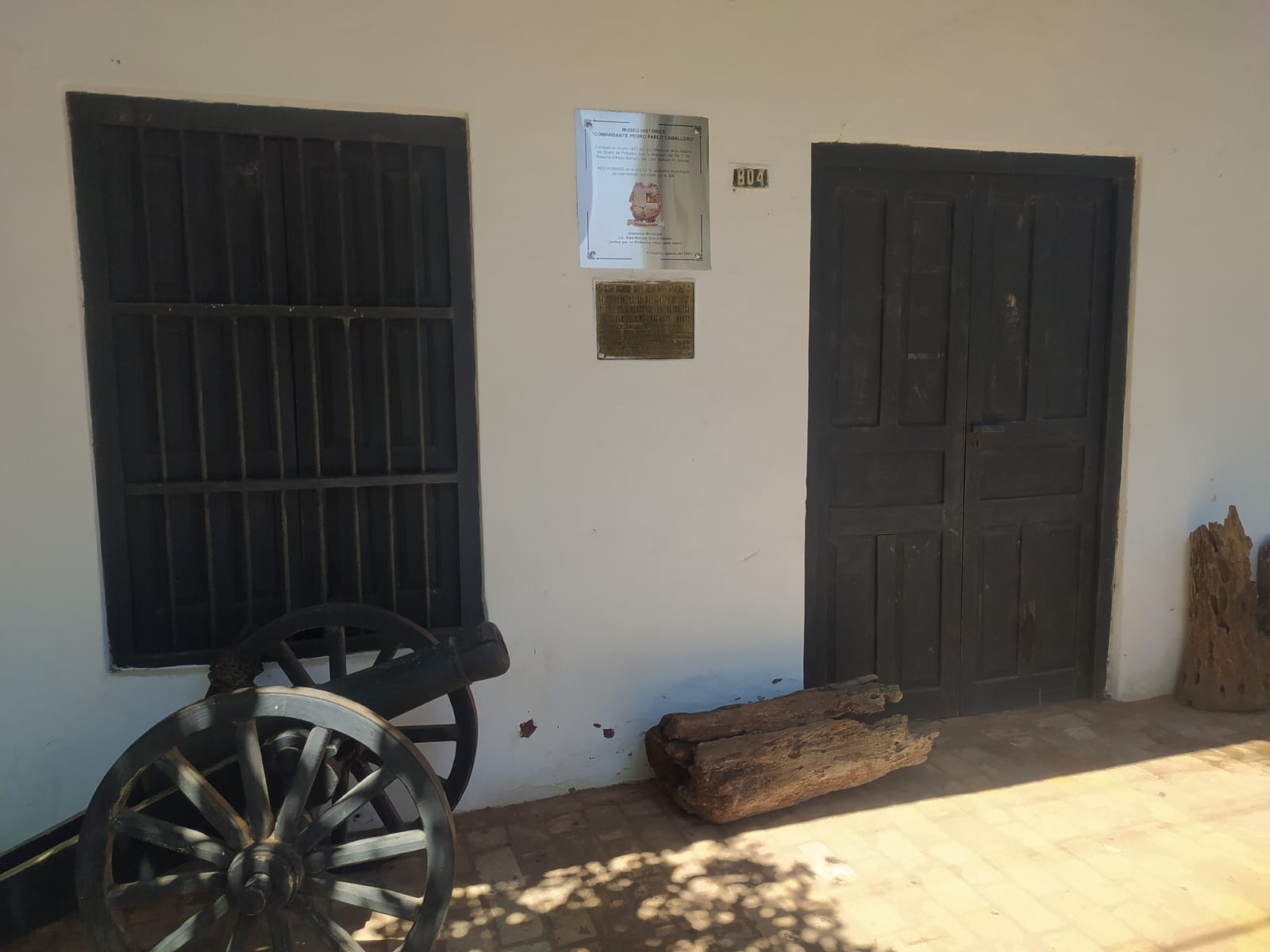
Museu Histórico Pedro Pablo Caballero

## Homenagens
Em sua honra, o Museu Histórico Pedro Pablo Caballero de Piribebuy leva seu nome, além de uma praça e uma rua. Enquanto na cidade de Assunção também existe uma rua com seu nome.

## Cultura popular
Caballero aparece como um dos protagonistas principais do quadrinho paraguaio Vencer ou morrer de Enzo Pertile.